# Ikuza (Muleba)
Ikuza ist ein Bezirk (Ward) des Distriktes Muleba in der tansanischen Region Kagera.

## Geografie
Ikuza liegt im Nordwesten von Tansania auf mehreren Inseln im Victoriasee. Die größte dieser Inseln heißt ebenfalls Ikuza. Die Gesamtfläche beträgt 20,87 Quadratkilometer, bei der Volkszählung 2022 lebten 12.870 Menschen in 3792 Haushalten.

## Gliederung
Der Bezirk besteht aus zwei Gemeinden (Mtaa) mit sieben Orten (Kitongoji):
| Ikuza - Chakazimbwe - Nyakalalo - Rwazi - Nyamahanju | Kasenyi - Ihanga - Kasenyi - Omulwoga |

## Infrastruktur
- Gesundheit: In Ikuza befindet sich eine staatliche Apotheke, die unter anderem Malaria-Schnelltests und HIV-Tests anbietet.[5]